# Pier Luigi Pizzi
Pier Luigi Pizzi (Milão, 15 de julho de 1930 (94 anos)) é cenógrafo e figurinista Italiano, conhecido por Que Alegria de Viver! (1961), Os Castrados (1964) e Orlando Furioso (1974).